# 近藤ひさし
近藤 ひさし（こんどうひさし、1969年4月14日 - ）は、日本の音楽プロデューサー、音楽ディレクター、作詞家、作曲家、編曲家、ギタリスト、ピアニスト。Coney Island Jellyfishの元メンバー。北海道出身。

## 略歴
北海道室蘭市出身。大学入学のために上京。大学在学中に、当時BMG音楽出版との作家契約が音楽業界でのキャリアのスタートであると、2006年2月1日にソニー・ミュージックから発表された「100%ソニーミュージック―アーティストの想いを伝えたい」の中で語られている。原宿歩行者天国（通称ホコ天）での活動を経て、1995年9月、Coney Island Jellyfishのボーカリストとしてエピックレコードジャパンよりメジャー・デビュー。メジャー活動時はテレビ、ラジオのレギュラーを持っていた。代表的な番組は「どさんこワイド」「近藤ひさしの東京通信」（1995年-、HTB）で、番組内での旅企画に出演するなど、音楽活動以外のテレビでのMCも目立った。またデビュー前からの先輩つんく♂からの誘いでハロー!プロジェクトのプロデューサーアシスタントとしてスタジオ入りし、プロデュースワークを学んだ。
その後、ソニー・ミュージックレコーズに正式に入社試験を受けて社員の制作プロデューサーとして在籍することになったと、AIR-Gでの自身のレギュラー番組 内で話している。
YUI の全楽曲をプロデュース（インディーズ時代のデビュー前から近藤がすべてを担当）。gr8!recordsの立ち上げメンバーで、近藤自身としてはハロー!プロジェクト以来、自身でのプロデュースワークでのヒットを実現してゆくことになる。HISASHI KONDO名義（2003年〜2012年）。
2010年、オリコンコンフィデンス掲載インタビューの中で村松俊亮が「YUIとひさしの揺ぎない信頼関係」と近藤へのプロデュースワークについて語っている。その後、ソニー・ミュージック/スティーズラボ内に近藤の制作部門 Honey Bee Management設立。2015年には所属アーティストと共にビーイング傘下にHony Bee Recordesとする包括提携を行う。Chelsyの解散と同時に2018年、ソニー・ミュージックに戻り、2021年シンガーソングライターRijuをデビューさせている。

## 主なプロデュースアーティスト

### HISASHI KONDO　プロデュース/制作アーティスト
- YUI
- ステレオポニー
- Chelsy
- FTISLAND
- Lily's Blow
- MossGreen
- MISS ME
- Bitter & Sweet
- NuNew

### HISASHI KONDO　制作アーティスト
- 中川翔子
- 雨宮天
- 麻倉もも
- さとり少年団
- ONE N' ONLY
- K
- 清水翔太
- 川嶋あい
- 東京女子流
- SCANDAL
- 崎本大海
- ひいらぎ
- さくら学院
- 黒猫のちゅうにー
- 焚吐
- 新山詩織
- DAIGO
- 針尾ありさ
- 諸星あずさ
- 広沢麻衣
- 外神田一丁目
- 南端まいな

## その他の活動

### ラジオ
- 「近藤ひさしのサタヤン☆マンデー!!」（AIR-G　レギュラーパーソナリティ）

### テレビ
- 「近藤ひさしのLGMusic」（HTB（北海道テレビ放送）毎日深夜放送レギュラーコーナー担当）

### 著書
- 100%ソニーミュージック―アーティストの想いを伝えたい (Nanaブックス) 単行本 
  - 2006年2月1日　ソニー・ミュージックオフィシャル編集チーム (著)
- 音楽業界 金のバイブル　キャパ200完売への道 単行本（ソフトカバー）
  - 2015年6月29日　大関勇気 (著)[3]

### その他
- 音楽専門学校ミューズモード音楽院特別セミナー　「近藤ひさしの音楽にまつわる人講座」開催中